# Berliet VDAP
Unter der Typenbezeichnung Berliet VDAP wurden vom französischen Kraftfahrzeughersteller Berliet in Lyon ab 1937 ein leichter Hauben-Lkw hergestellt.

## Technik und Geschichte
Der eingebaute wassergekühlte Vierzylinder-Ottomotor  (Bohrung × Hub 100 × 140 mm, Hubraum 4398 cm³) war steuerlich mit 16 CV eingestuft, die effektive Leistung ist nicht angegeben. Die übrigen technischen Daten -soweit überliefert- können der Info-Box entnommen werden. Die allgemeine Betriebserlaubnis wurde am 26. Februar 1937 erteilt. Unterlagen zu Chassisnummern gibt es nicht, auch in der Übersicht über jährlich ab 1930 gebaute Stückzahlen taucht das Fahrzeug nicht auf, offenbar blieb es bei einem Prototyp.
Andererseits wurde das Fahrzeug in leicht geänderter Form für die französische Armee gebaut:
Eingebaut wurde ein wassergekühlter Vierzylinder-Ottomotor des Typs MKT (Bohrung × Hub 100 × 130 mm, 4084 cm³ Hubraum, 16 Steuer-PS, effektive Leistung bei 2200/min nicht angegeben).
Die Version „Levant“ hatte ein Leergewicht von 2400 kg, eine Nutzlast von 1500 kg und ein höchstzulässiges Gesamtgewicht von 6200 kg, einen Radstand von 4,47, eine Länge von 6,64 und eine Breite von 2,28 m. Das Fahrzeug wurde in den französischen Mandatsgebieten Syrien und Libanon eingesetzt.
Eine weitere Version für die französische Armee war der Berliet VDAPM „Armée“ (das M in der Typenbezeichnung stand offenbar für „Militaire“): Gleicher Motor wie der VDAP 16 Levant, 2300 kg leer, 5900 kg Höchstgewicht, Nutzlast 1,5 Tonnen, Radstand 4,25 m, Länge 6,328 m, Breite 2,18 m.
Beide Varianten für die Armee wurden offenbar in Serie gebaut.

### Originalquellen
Eine Publikation, in der alle vor 1945 gebauten Berliet-Typen individuell abgehandelt wären, gibt es nicht. Neben der unten erwähnten Literatur wurde auf folgende in der Fondation Berliet verwahrte Originalunterlagen zurückgegriffen:
- „Fiches des Mines“: Es handelt sich um die Unterlagen zur Erteilung einer allgemeinen Betriebserlaubnis, hierfür ist in Frankreich der „Inspecteur des mines“ sachlich zuständig. Diese Unterlagen sind chronologisch geordnet und nummeriert. Nicht zu jedem Typ bzw. Variante gibt es entsprechende Unterlagen, teils, weil sie wohl als Untervarianten eines Typs verstanden wurden, für den eine gesonderte Erlaubnis nicht erforderlich war, teils wohl, weil diese Unterlagen im Laufe der letzten 100 Jahre verlorengegangen sind. Bei Militärtypen gibt es Hinweise, dass eine Betriebserlaubnis direkt durch militärische Dienststellen erfolgte, was entsprechende „fiches des mines“ überflüssig machte. Die Quellenbezeichnung lautet: „Fiches No....“
- „Etat des véhicules utilitaires et autobus declares aux mines depuis 1920“, eine 15-seitige Zusammenstellung vom 1. Dezember 1941, enthält insbesondere die reservierten Chassisnummernbänder, die jedoch vielfach nicht vollständig ausgeschöpft wurden, einige Typen bzw. Varianten werden nicht erwähnt, Quellenbezeichnung lautet: „Etat S...“
- „Nombre de véhicules construits de 1930 à 1942“, siebenseitige Zusammenstellung der zwischen 1930 und 1942 gebauten Stückzahlen an Nutzfahrzeugen, erstellt wohl 1943, erste Seite teilweise irreparabel verderbt, teilweise werden mehrere Typen bzw. Varianten zusammengefasst, Quellenbezeichnung lautet: „Nombre S....“

### Sonstige Literatur
- Monique Chapelle: Berliet. 1. Auflage. EMCE, Saint-Chamond 2016, ISBN 978-2-35740-049-8.
- François Vauvillier: Tous les Berliet militaires 1914–1940, vol.1: les camions. histoire&collections, Paris 2019, ISBN 978-2-35250-496-2.